# Zoosemiotyka
Zoosemiotyka (od gr. ζῷον zōon – zwierzę, σῆμα sēma – znak) – nauka o sygnałach w świecie zwierząt, wyłoniona z etologii i semiotyki.
Zoosemiotyka zajmuje się rozpoznawaniem i klasyfikacją sygnałów fizycznych i chemicznych, znaków i symboli generowanych przez zwierzęta oraz form i metod porozumiewania się zwierząt, zarówno w zakresie komunikacji wewnątrzgatunkowej, jak i międzygatunkowej. Zajmuje się również ustalaniem cech wspólnych i różnic z językiem ludzkim. Dzieli się na zoosemantykę, zoosyntaktykę i zoopragmatykę.
Termin zoosemiotyka wprowadził amerykański językoznawca Thomas A. Sebeok w 1963.
Sygnały zwierząt są analizowane i klasyfikowane według różnych kryteriów, m.in. kanału propagacji (wizualne, akustyczne, chemiczne, elektryczne i dotykowe), pełnionej funkcji (rozmnażanie, wyznaczanie areałów osobniczych, sygnały alarmowe), zasięgu działania, a także kontekstu wysyłanego sygnału.
Zoosemiotyka nie jest nauką samodzielną, lecz interdyscyplinarną. Jest związana z rozwojem etologii, socjobiologii i badaniami inteligencji zwierząt, łączy je z teorią informacji i teorią komunikacji, a wraz z muzykologią tworzy zoomuzykologię – wchodzącą w zakres zainteresowania biomuzykologii dziedzinę zajmującą się muzycznym aspektem dźwięków wytwarzanych przez zwierzęta.
Do osób, które oprócz Sebeoka przyczyniły się do dynamicznego rozwoju zoosemiotyki należą m.in.:
- Gregory Bateson
- Thure von Uexküll